# Hôpital de Timimoun
L'hôpital Mohamed Hachemi de Timimoun est une structure sanitaire située dans la commune de Timimoun. Il dépend du centre hospitalier universitaire d'Oran et relève de la Direction de la Santé et de la Population (DSP) de la wilaya d'Adrar (comme l'hôpital Ibn Sina d'Adrar, l'hôpital de Reggane, l'hôpital Noureddine Sahraoui d'Aoulef, l'hôpital de Bordj Badji Mokhtar, l'hôpital de Zaouiet Kounta, l'hôpital d'Aougrout et l'hôpital de Tililane).
Cet hôpital est l'un des hôpitaux en Algérie qui relèvent du ministère de la Santé.

## Géographie

### Localisation
L'hôpital Mohamed Hachemi de Timimoun se situe au centre de la ville de Timimoun.

### Accès

#### Route
L'accès par route goudronnée à l'hôpital Mohamed Hachemi de Timimoun, situé au sud de la ville de Timimoun, n'est pas du tout évident pour les automobilistes qui continuent à se plaindre des routes défoncées comme la route nationale RN51 et la rue de la Palestine.

#### Hélicoptère sanitaire
Une réflexion est en cours en 2014 pour la dotation de l'hôpital Mohamed Hachemi de Timimoun d'une station d'hélicoptère sanitaire.
Il s'agira d'un hélicoptère, ou de plusieurs, basé de façon permanente à l'hôpital Mohamed Hachemi de Timimoun et dédié exclusivement à des missions sanitaires de transport de patients. 
La zone de stationnement de l'hélicoptère sera proche de l'enceinte des services hospitaliers afin d'éviter l'usage d'un véhicule intermédiaire. Elle devra être protégée, éclairée et homologuée.
La configuration sanitaire de l'appareil volant devra être permanente. 
Le matériel médical embarqué sera standardisé et approuvé. 
La disponibilité immédiate concernera l'équipe médicale des urgences de l'hôpital Mohamed Hachemi de Timimoun, mais également le pilote qui bénéficiera de locaux d'hébergement dans l'hôpital même.
Grâce à la généralisation des numéros verts et à l'utilisation du système GPS, l'intervalle entre la survenue de l'urgence médicale dans les communes et les villages de la wilaya d'Adrar et la réception de l'alerte aura tendance à diminuer.
L'hélicoptère sanitaire réduira le délai de réponse médicale après l'alerte et le signalement dans tout le périmètre de la wilaya d'Adrar.
À rappeler qu'en décembre 2011, 03 petits avions et 05 hélicoptères avaient été destinés aux évacuations sanitaires surtout pour la région du sud de l'Algérie, à partir de l'année 2012, à la suite de la convention signée entre le ministère algérien de la santé et de la population et la compagnie algérienne Tassili Airlines.

## Histoire

### Construction
L'hôpital Mohamed Hachemi de la ville de Timimoun a ouvert ses portes en 1983.
À son inauguration, il était classé comme secteur sanitaire jusqu'à sa mutation en hôpital en date du 1er janvier 2008.

### Hôpital
Depuis le 1er janvier 2008, l’hôpital Mohamed Hachemi de Timimoun abrite plusieurs services.
La capacité de cet hôpital en nombre de lits s'est accrue, par l’extension à de nouveaux services.
En 2011, cet établissement public hospitalier était composé de plusieurs services avec chacun des lits :
- Urgences médico-chirurgicales.
- Chirurgie générale.
- Chirurgie orthopédique.
- Anesthésie et réanimation.
- Ophtalmologie.
- Médecine interne.
- Médecine du travail.
- Pédiatrie.
- Gynécologie-obstétrique.
- Épidémiologie.
- Radiologie centrale.
- Pharmacie.
- Laboratoire central[17].

## Services cliniques et médico-techniques
L'hôpital Ibn Sina d'Adrar dispose de 20 services cliniques et médico-techniques.
- Service de chirurgie générale.
- Service de gynécologie-obstétrique.
- Service de médecine interne.
- Service de néphrologie et d'hémodialyse.
- Service d'ophtalmologie.
- Service de pédiatrie.
- Service des urgences médico-chirurgicales.
- Service de neurochirurgie.
- Service de pneumologie.
- Service de cardiologie.
- Service d'urologie.
- Service de paradontologie.
- Service de psychiatrie.
- Service de traumatologie.
- Service de neurologie.
- Service de réanimation.
- Service d'épidémiologie.
- Service de gériatrie.
- Service antipoison.
- Service d'oncologie.

Capacité totale d'accueil de ces 20 services de l’hôpital en nombre de lits : ?

### Service de chirurgie générale
Nombre de blocs opératoires de l'hôpital Ibn Sina d'Adrar : ? 
Nombre de salles opératoires : ?
La capacité d'accueil de ce service de chirurgie générale est de 86 lits.
Quant à la programmation des interventions chirurgicales en 2013, celle-ci ne se faisait plus car le bloc opératoire était à l'arrêt depuis juin 2011 par manque de matériel d'anesthésie-réanimation».
Cette situation pénalisante a fait que plus de 600 patients ont été évacués vers les hôpitaux du nord, de Ghardaïa ou Béchar.
Certains malades ont laissé leur vie en cours de route lors de leurs transferts par manque d'ambulances médicalisées.

### Service de réanimation
En 2013, ce service de réanimation était inexistant en pratique.

### Service de gynécologie-obstétrique
La capacité d'accueil de ce service de gynécologie-obstétrique est de 60 lits.
Le bloc opératoire de la maternité de ce service a été réalisée par la société Fluid Medical (F.M.).
En 2011, cette seule maternité de la wilaya d'Adrar construite aux normes internationales ne disposait pas de médecin gynécologue.
Au niveau de cette maternité qui connaissait en 2013 une forte affluence à cause de naissances prématurées, les couveuses étaient insuffisantes.
Une seule pédiatre ne pouvait à elle seule assurer tout le suivi.

### Service de médecine interne
La capacité d'accueil de ce service de médecine interne est de 64 lits.

### Service de néphrologie et d'hémodialyse
La capacité d'accueil de ce service de néphrologie et d'hémodialyse est de 20 lits.
L'hôpital Ibn Sina d'Adrar était doté en 2010 d'appareils d'hémodialyse avec 1 636 séances pour le seul premier trimestre de l'année 2010.
Ce service de néphrologie avait signé en 2003 une convention avec des spécialistes de l'Hôpital Mustapha Bacha à Alger qui prévoyait d’assurer des interventions au profit des malades de la région d'Adrar.

### Service de d'ophtalmologie
Capacité d'accueil en lits : ?
En 2011, plus de 150 interventions chirurgicales de l'œil et plus de 1 000 consultations ont été assurées bénévolement par un groupe de médecins ophtalmologues suisses en visite à l'hôpital Mohamed Hachemi de Timimoun.
En 2014, 150 cataractes ont été programmées à l'hôpital Mohamed Hachemi de Timimoun par l'association humanitaire Suisse Avenir, revenue pour la 4e mission annuelle dans le Sud algérien.

### Service de pédiatrie
La capacité d'accueil de ce service de pédiatrie est de 40 lits.
Ce service bien équipé est doté de plusieurs couveuses, chacune nécessitant une stérilisation de 72 heures.

### Service des urgences médico-chirurgicales
La capacité d'accueil de ce service des urgences médico-chirurgicales est de 18 lits.
En 2013, ce service des urgences souffrait d'encadrement et de moyens d'intervention.

### Service de laboratoire d'analyses médicales
Le laboratoire d'analyses médicales de l'hôpital Ibn Sina d'Adrar avait effectué 30 824 examens biologiques au premier trimestre de l'année 2010.
Ce laboratoire était obsolète en 2013 à cause de l'indisponibilité de réactifs et d'appareils destinés à la biochimie d'hormonologie.

### Service de cardiologie
En 2010, les médecins spécialistes en cardiologie étaient une denrée rare au niveau de l'hôpital Ibn Sina d'Adrar.
Il était à déplorer en 2013 que les réactifs utilisés pour la transfusion sanguine dans ce service faisaient cruellement défaut avec les risques à encourus.

### Service de psychiatrie
La capacité d'accueil de ce service de psychiatrie est de 30 lits.

### Service d'épidémiologie
Ce service d'épidémiologie fait face aux risques de maladies transmissibles émanant du fait que tous les foyers d'Adrar ne sont pas reliés au réseau de l'évacuation des eaux usées, une partie est reliée soit à des fosses septiques soit à des fosses perdues, d'où le risque de déclenchement d'épidémies et de contagion.
Ce service prend part aux campagnes auprès des différents lieux de commerces pour sensibiliser les propriétaires pour qu'ils appliquent scrupuleusement les règles élémentaires de sécurité et d'hygiène.
À chaque découverte de cas de paludisme à Adrar, ce service d'épidémiologie est mobilisé avec les autres services de santé de la wilaya, en état d’alerte générale, et une vaste opération de contrôle médical est déclenchée, où les réfugiés Africains de différentes nationalités sont soumis à un examen médical obligatoire dans chaque commune.
Les établissements de santé de la wilaya sont alors instruits de prendre en charge tous les cas suspects, venant surtout des zones frontalières de Bordj Badji Mokhtar et Timimoun.
À rappeler que l'épidémiologie du paludisme en Algérie a été marquée, à partir de 1980, par la prévalence du paludisme d’importation avec 90 % des cas déclarés par la wilaya de Tamanrasset et la wilaya d'Adrar  avec comme le lieu d’infection le Mali et le Niger dans 95 % des cas.

### Service antipoison
Le service antipoison de l'hôpital Ibn Sina d'Adrar participe aux campagnes antiscorpionniques menées à longueur d'année dans les communes de la wilaya d'Adrar et dans les établissements scolaires pour sensibiliser les citoyens sur les réels dangers du scorpion qui sévit dans la région.
Au niveau national algérien, plus de 50.000 piqûres de scorpion sont enregistrées annuellement, qui malheureusement engendrent 150 décès.
Dans la wilaya d'Adrar, 4 133 piqûres de scorpion ont été enregistrées en 2006, qui ont engendré 06 décès, alors que 3 701 piqûres ont été enregistrées en 2007, dont 01 décès.

### Service de radiologie médicale
L'hôpital Ibn Sina d'Adrar était doté en 2010 d'un scanner, où 373 examens avaient été effectués, et d'un échographe
La numérisation des radiographies médicales a ainsi été salutaire pour les patients de la région d'Adrar.
Ce scanner et cet échographe font partie des 07 radiologies fixes et 03 radiologies numériques qui avaient été réceptionnées en 2008 dans les établissements de santé de la wilaya d'Adrar.

### Service d'oncologie
La capacité d'accueil de ce service d'oncologie médicale est de 06 lits.
L’unité d’oncologie médicale qui a démarré en novembre 2010 sous la conduite du Dr. Metouri spécialiste en oncologie médicale.
Cette unité a pris en charge 75 patients localement et orienté 15 patients vers les hôpitaux universitaires et spécialisés du nord du pays.
Le dépistage du cancer du sein et du cancer du col de l'utérus fait partie des missions de ce service d'oncologie.

## Ambulance
Cet hôpital est doté d'une ambulance (véhicule tout-terrain: type 4x4) équipée de moyens d'urgence et d'intervention.
À rappeler qu'en 2014, le secteur de la santé dans la wilaya d'Adrar a été renforcé par l'acquisition de 20 ambulances pour le transport des malades et de 12 véhicules tout-terrain: type 4x4 pour les équipes mobiles.

### École paramédicale
L'institut national de formation supérieure paramédicale d’Adrar est doté d’une capacité pédagogique de 140 places.
En 2009, les 84 postes pédagogiques ouverts dans cette école visaient la formation durant 03 années de paramédicaux dans les spécialités suivantes: 
- Sages-femmes.
- Auxiliaires médicaux en réanimation.
- Manipulateurs radiologiques.
- Laborantins.
- Puéricultrices.
- Infirmiers en soins généraux.

Pour renforcer, en personnel paramédical, les structures hospitalières des zones enclavées de la wilaya d'Adrar, cet institut a aussi formé 90 aide-soignants au cours de l’année 2010 puis 120 aide-soignants au cours de l’année 2011.

### Cuisine
La nourriture des patients hospitalisés dans les services de l'hôpital Mohamed Hachemi de Timimoun est consommée dans les repas préparés dans la cuisine du même établissement.

### Incinérateur de déchets médicaux
Au niveau de l’établissement hospitalier Mohamed Hachemi de Timimoun, l’implantation d’un incinérateur de déchets médicaux au beau milieu de l'hôpital représente un véritable danger et une menace omniprésente sur la santé de la population locale.
Tous les produits médicaux incinérés sont soit périmés soit ayant servi et qui dégagent une fumée nocive qui pollue la ville de Timimoun depuis 1995.

## Établissements affiliés
L'hôpital Mohamed Hachemi de Timimoun supervise 09 polycliniques, 01 service SEMEP, et 47 salles de soins, pour servir une population estimée à 110 800 habitants.

### Maternité urbaine
Une polyclinique mère-enfant de 60 lits a été mis en exploitation en février 2014 dans la commune de Timimoun.
Ce service hospitalier, relevant de l'hôpital Mohamed Hachemi de Timimoun et implanté sur une superficie de 2 540 m2 au niveau de l’entrée nord de la ville de Timimoun, dispose d’une salle d’accouchement, d’un laboratoire, d’un service des urgences, un autre de réanimation, d’un bloc opératoire.
Il offre une meilleure prise en charge médicale au profit des femmes et des enfants de la région du Gourara.

### Polycliniques
L'hôpital Mohamed Hachemi de Timimoun chapeaute 10 polycliniques sur les 29 polycliniques que compte la wilaya d'Adrar.
- Polyclinique d'Aougrout[40].
- Polyclinique de Charouine.
- Polyclinique de Deldoul[41].
- Polyclinique de Massine.
- Polyclinique de Ouled Aïssa.
- Polyclinique de Ouled Saïd.
- Polyclinique de Talmine.
- Polyclinique de Tinerkouk.
- Polyclinique de Sahla.
- Polyclinique de Sidi Othmane.

### Salles de soins
L'hôpital Mohamed Hachemi de Timimoun chapeaute 47 salles de soins sur les 171 salles de soins que compte la wilaya d'Adrar.
Ces salles de soins sont érigées dans la banlieue de la ville de Timimoun pour accueillir les citoyens.
- Salle de soins: Ksar Elouajda[42]

## Ressources humaines
Le personnel médical de l'hôpital Ibn Sina d'Adrar comptait en 2011 un effectif global de praticiens de la santé composé de 27 médecins spécialistes, de 32 médecins généralistes et de 319 agents paramédicaux, bien qu'une dizaine de spécialistes fussent partis depuis fin 2007 à 2008.
Il y avait lieu de noter l’absence de gynécologues-obstétriciens, d’oto-rhino-laryngologistes, d'ophtalmologues, de cardiologues, de dermatologues, etc.
Lors des fins de semaine et des jours fériés, 3 médecins généralistes assuraient la garde et les 12 spécialistes d’astreinte étaient toujours à l’affût.
En mars 2013, faute de moyens de travail, 8 médecins spécialistes dont un orthopédiste, un chirurgien, un radiologue ont quitté l'hôpital Ibn Sina d'Adrar pour rejoindre d'autres structures médicales ailleurs en Algérie.
L'effectif médical spécialisé en 2013 était composé d'un seul gynécologue, de 3 chirurgiens, de 3 réanimateurs, d'un radiologue et d'un ophtalmologue qui ne disposait d'aucun équipement pour pouvoir exercer son travail ophtalmologique convenablement.
Depuis le mois d’août 2014, l’hôpital Ibn Sina d’Adrar a renforcé son potentiel médical humain avec l’arrivée de 26 praticiens cubains dont une dizaine de paramédicaux spécialisés.
En 2014, les services médicaux comme la cardiologie, la néphrologie, la diabétologie, l'urologie et encore d’autres spécialités n'étaient pas encore disponibles à Timimoun.
Les avantages sociaux et professionnels offerts aux praticiens algériens sont nombreux à l'hôpital Ibn Sina Adrar, avec un salaire conséquent, une augmentation de 150 %, un logement disponible et équipé et un cadre de travail agréable.
Le manque de plusieurs spécialistes médicales, à savoir des cardiologues, des dermatologues, des pneumologues, des urologues, des neurochirurgiens et des médecins légistes, incite à réfléchir à une autre politique pour inciter les praticiens de la santé à venir au sud de l'Algérie.
L'objectif espéré est d'atteindre la couverture de toutes les spécialités, d'améliorer la qualité de la prise en charge du malade et d'assurer la couverture médicale dans tous les ksours de la wilaya d'Adrar.

## Couverture sanitaire
En 2014, La couverture sanitaire dans la wilaya d'Adrar était assurée par un médecin spécialiste pour 6 722 habitants, un médecin généraliste pour 1 200 habitants et un pharmacien pour 8 780 habitants.